# Ornithogalum kuereanum
Ornithogalum kuereanum är en sparrisväxtart som beskrevs av Franz Speta. Ornithogalum kuereanum ingår i släktet stjärnlökar, och familjen sparrisväxter. Inga underarter finns listade i Catalogue of Life.